# Хіоська вівця
Хіоська вівця — жирнохвоста молочна порода овець, родом з Греції. Вважається однією з найпродуктивніших порід у світі, також відома своєю репродуктивною здатністю.

## Історія
Точне походження хіоської вівці невідоме. Вважається, що порода створена на острові Хіос. Ймовірно, її створили завдяки схрещуванню місцевих тварин із породами із Західної Анатолії (ківірджик і даглич).
До 1980-х років порода була рідкісною (1400 шт. у 1985 році). Однак завдяки програмі Міністерства сільського розвитку та продовольства її кількість швидко зростала і порода стала однією з найчисленіших в Греції. Поголів'я породи становить близько 86 000 тварин. Хіоську породу розводять, в основному, в Македонії та Фракії (номи Гревена, Кілкіс, Салоніки, Пелла, Серрес, Халкідікі, Іматія, Пієрія та Еврос), а також у Фессалії. З іншого боку, на острові Хіос поголів'я хіоських овець зменшується. У 1990 році місцева популяція становила близько 2000 тварин, тоді як за даними 2014 року вона зменшилася до 400—500 голів.
Хіоська вівця досить популярна на Кіпрі. У Лівані породу з великим успіхом використовують для хрещування з місцевою породою авассі для збільшення репродуктивної здатності. Також породу використовують у Туреччині для покращення місцевого стада. Експерименти з хіоськими вівцями проводились також в Єгипті та Об'єднаних Арабських Еміратах.

## Морфологія

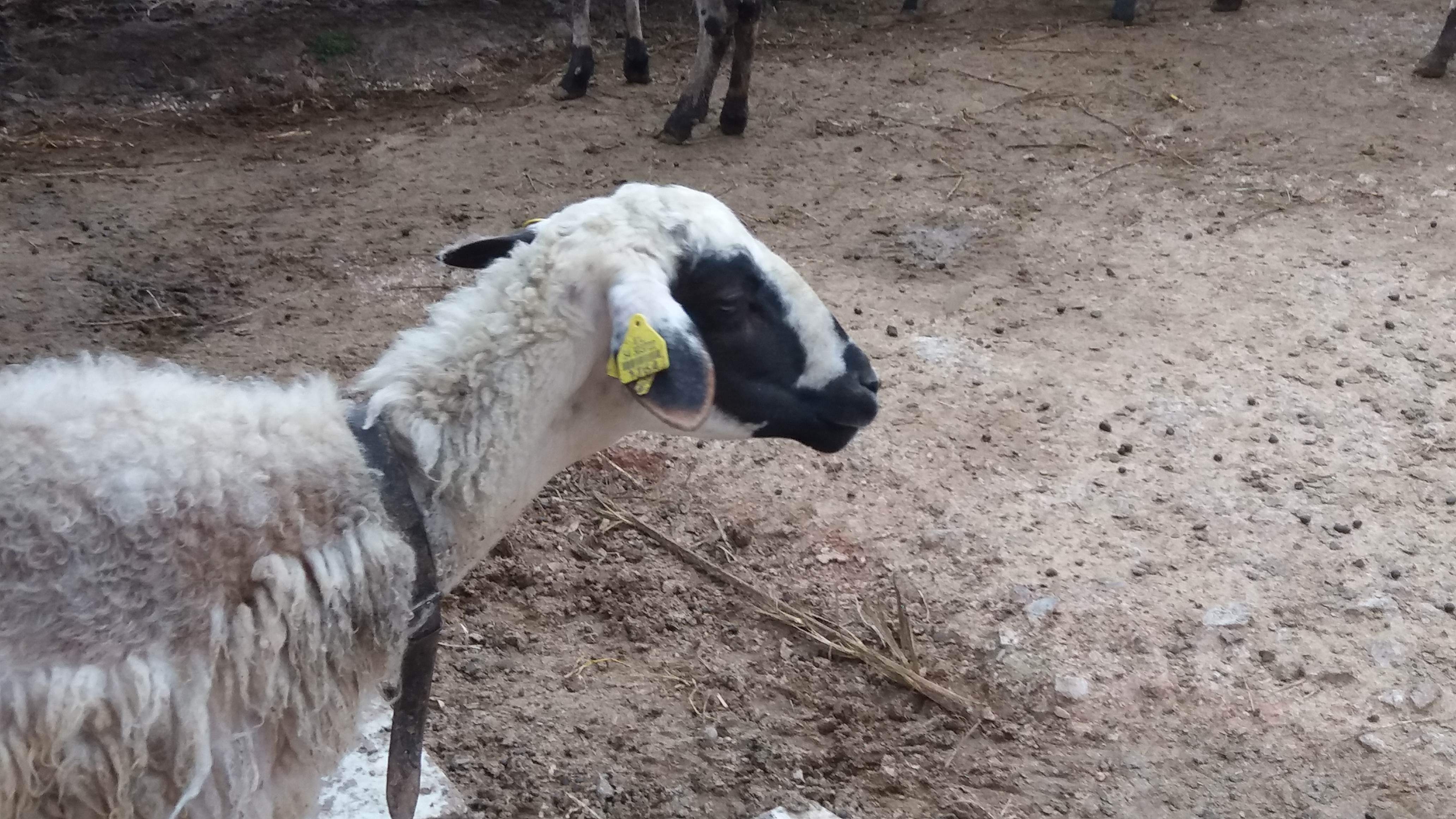
Хіоська вівця в Афінському сільськогосподарському університеті

Висота холки баранів становить близько 84 см, овець — 76 см. Середня вага 87 і 66 кг відповідно.
Колір білий з великими чорними плямами на морді, вухах, кінцівках, животі та грудях. Голова, кінцівки, нижня частина шиї і тулуба оголені. Голова конусоподібна і відносно довга, з опуклим лобом. Вуха великі і напіввісні. Самці мають міцні гвинтоподібні роги. Самиці, в основному, безрогі, але 30 % мають невеликі роги. Хвіст має форму конуса, в його основі ширина становить близько 9 см, тоді як нижня частина пропорційно тонша і утворює відкриту спіраль.

## Продуктивність та репродуктивні властивості
Це високопродуктивна тварина, але між різними стадами існує велика різниця. Середня продуктивність досягає 226—277 кг молока за рік, але деякі вівці давали до 500 кг. Однак у стадах Туреччини та Кіпру продуктивність значно нижча — 120—180 кг та 195 кг відповідно. Період доїння становить від 174 до 230 днів. Жирність молока становить 5,9-6,8 %, а вміст білка — 5,5 %.
Вага овець порівняно висока. При відлученні, яке зазвичай відбувається через 42 дні після народження, ягнята важать 12-14 кг, а інтенсивно відгодовані барани набирають вагу 30 кг у віці 114 днів. Однак барани дуже жирні і не мають високої харчової цінності.
Самці стають репродуктивно здатними у віці 8 місяців, а у самиці у віці 8-9 місяців. Індекс поліморфізму коливається від 1,6 до 2,0 але частота триплетів досить висока.

## Сприйнятливість до хвороб
Як правило, порода вважається досить сприйнятливою до таких захворювань, як мастит, піроплазмоз та прогресуюча пневмонія .